# ماتيوس غاليانو سابير
ماتيوس غاليانو سابير (بالعبرية: גל ספיר‏) هو لاعب كرة قدم إسرائيلي في مركز الدفاع، ولد في 10 يونيو 1990 في تل أبيب في إسرائيل. لعب مع مكابي أخاء الناصرة ونادي سيوني بولنيسي.

## وصلات خارجية
- ماتيوس غاليانو سابير على موقع قاعدة بيانات كرة القدم.إي يو (الإنجليزية)
- ماتيوس غاليانو سابير على موقع Soccerway.com (الإنجليزية)